# Wolf-Dieter Marsch

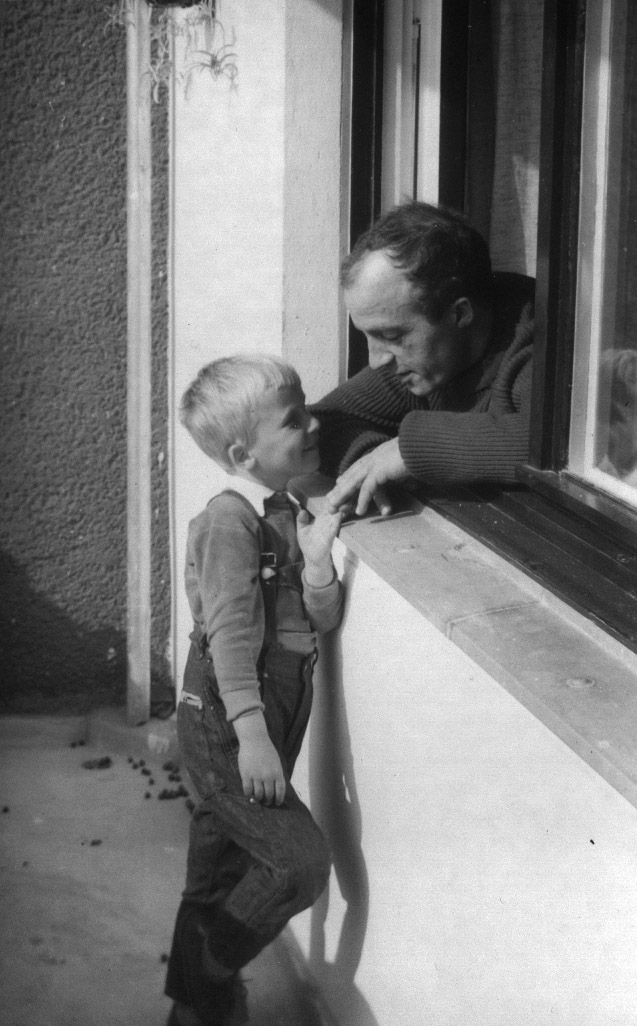
Wolf-Dieter Marsch

Wolf-Dieter Ludwig Richard Marsch (* 2. Oktober 1928 in Beeskow; † 23. November 1972 in Köln) war ein deutscher evangelischer Theologe.

## Leben
Marsch war der Sohn des Forstmeisters Wolfgang Marsch und dessen Ehefrau Ursula Winter.
Eine schwere Knochenkrankheit im Kindesalter führten zu langen Krankheitsphasen und mehreren Operationen unter Verkürzung der Beine. Die körperlichen Behinderungen, die damit verbundenen seelischen Beschwerden, später das Erleben des Krieges und der Tod des Vaters führten ihn schließlich zur Theologie.
Trotz seiner schweren Krankheit hatte er das Gymnasium in Zossen erfolgreich abgeschlossen und studierte ab 1946 Theologie in Greifswald, Tübingen, Göttingen und schließlich in Nashville/Tennessee. Hier sammelte er Material für seine Doktorarbeit „Christlicher Glaube und demokratisches Ethos, dargestellt am Lebenswerk Abraham Lincolns“, mit der er 1956 in Göttingen zum Dr. theol. promovierte. Dieses Thema begleitete ihn sein Leben lang.
1954 hatte er das zweite Theologische Staatsexamen in Hannover abgelegt. Im gleichen Jahre heiratete er in Hildesheim die zehn Jahre ältere Pastorentochter Elisabeth Hoppe. Die junge Familie zog nach Göttingen, wo Marsch als Inspektor des Evangelischen Stifts arbeitete. Parallel dazu war er Hilfspfarrer an der Studentengemeinde. Das schuf die Voraussetzung für die Ordination im Jahre 1956. Hier, in Göttingen, wurden auch die beiden Söhne geboren.
Trotz seiner Ordination wollte Marsch nie Gemeindepastor werden. Er blieb sein Leben lang in der systematisch-theologischen Forschung und im interkonfessionellen Dialog. Dabei interessierte ihn aber weniger das Betreiben der Theologie an sich als vielmehr die Theologie als integrale Disziplin in ihrer Auseinandersetzung mit der Gesellschaft, Politik und Umwelt, eben so wie mit den Grundwerten und Zukunftsfragen des Menschen. Daher galt seine Aufmerksamkeit insbesondere dem Themenbereich „christliche Hoffnung“. Diesem Forschungsinteresse konnte nur durch eine wissenschaftliche Laufbahn gründlich nachgegangen werden. Auf diesem Wege widmete er sich zusammen mit Jürgen Moltmann, Wolfhart Pannenberg, Gerhard Sauter und dem katholischen Kollegen Johann Baptist Metz der eschatologischen Umformung des christlichen Hoffnungsbegriffs.
1958 wurde er Studienleiter an der Evangelischen Akademie Berlin-Wannsee deren Leitsatz dem Forschungsinteresse Marschs thematisch völlig entsprach: „Evangelische Akademien entstanden als Antwort auf die Erschütterung darüber, dass der Protestantismus nicht die Kraft aufbrachte, die moralische und nationale Katastrophe der nationalsozialistischen Ideologie und Diktatur abzuwehren und sich geschlossen der Verfolgung der Juden entgegenzustellen.“ Mit einem Stipendium der Deutschen Forschungsgemeinschaft begann er 1961 auf Anregung von Jürgen Moltmann eine Habilitationsarbeit über Hegels Dialektik, allerdings konnte er sie wegen einer Unterbrechung erst sechs Jahre später fertigstellen.
1962 folgte er einem Ruf als Professor für Systematische Theologie an die Kirchliche Hochschule Wuppertal. Nebenher investierte er auch hier viel Arbeit in die Redaktion der Zeitschrift Pastoraltheologie, später Wissenschaft und Praxis in Kirche und Gesellschaft, deren Schriftleiter er 1966 wurde. In diesem Rahmen befasste er sich mit der Bedeutung der christlichen Ethik für die Zukunftsplanung. Immer wieder standen Themen zur Debatte, wie „Christen & Juden“ oder „Christen und Marxisten“, für die er sich vielfältig engagierte.
1969 bekam Marsch den Ruf an die Universität Münster als Ordinarius für Christliche Gesellschaftswissenschaften und Direktor des dazugehörigen Instituts.
Marsch war befreundet mit Ernst Gottfried Mahrenholz.
Im November 1972 wurde er in Köln von einem Auto angefahren und erlag zwei Wochen später den schweren Verletzungen.

## Werke (Auswahl)
- Die Folgen der Freiheit: christliche Ethik in der technischen Welt; Gütersloh: Gütersloher Verlagshaus Mohn, 1974. ISBN 3-579-03889-3
- Vielleicht ist noch Hoffnung: Predigten über die Menschlichkeit Gottes; Göttingen: Vandenhoeck & Ruprecht, 1974. ISBN 3-525-60122-0
- Philosophie im Schatten Gottes: Bloch, Camus, Fichte, Hegel, H. Marcuse, Schleiermacher; Gütersloh: Gütersloher Verlagshaus Mohn, 1973. ISBN 3-579-03877-X
- Plädoyers in Sachen Religion: christliche Religion zwischen Bestreitung und Verteidigung; Beitr. aus d. Inst. für Christliche Gesellschaftswissenschaft der Universität Münster von Wolfram Fischer ... Hrsg. von Wolf-Dieter Marsch; Gütersloh: Gütersloher Verlagshaus Mohn, 1973. ISBN 3-579-04510-5
- Die Freiheit planen: christlicher Glaube und demokratisches Bewußtsein; Beiträge aus dem Institut für Christliche Gesellschaftswissenschaften Münster; Hrsg. von Wolf-Dieter Marsch; Göttingen: Vandenhoeck und Ruprecht, 1971. ISBN 3-525-60688-5
- Institution im Übergang: Evangelische Kirche zwischen Tradition und Reform; Göttingen: Vandenhoeck & Ruprecht, 1970.
- Karl Marx fragt die Christen; Wuppertal: Jugenddienst-Verlag, 1958.
- Denkbarkeit Gottes? Fichte, Schleiermacher und Hegel antworten auf die Frage nach Gott (1797–1800); Wuppertal: Jugenddienst-Verlag, 1967.
- Mit Jean Améry und Friedrich Heer: Über die Tugend der Urbanität; Wuppertal: Jugenddienst-Verlag, 1969.
- Zukunft; Wolf-Dieter Marsch. – 1. Aufl. – Stuttgart [u. a.] : Kreuz-Verlag, 1969.
- Die Freiheit erlernen: Beiträge politischer Theologie; Olten; Freiburg/Breisgau: Walter, 1967.
- Diskussion über die „Theologie der Hoffnung“ von Jürgen Moltmann / hrsg. und eingel. von Wolf-Dieter Marsch. – München: Kaiser, 1967. – 240 S.
- Gegenwart Christi in der Gesellschaft: eine Studie zu Hegels Dialektik; München: Kaiser, 1965.